# ラクシュミー・ヴィラース宮殿

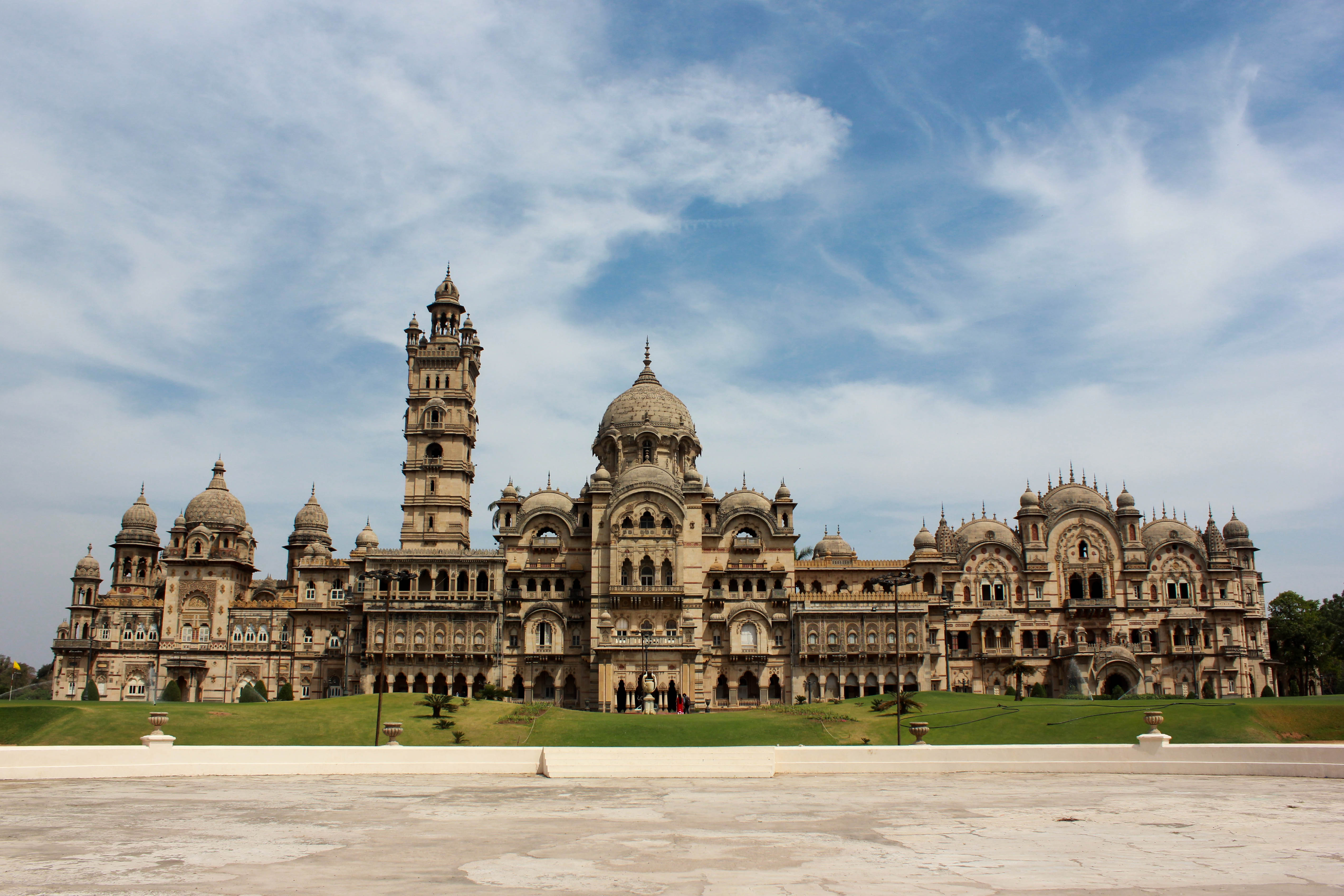
ラクシュミー・ヴィラース宮殿

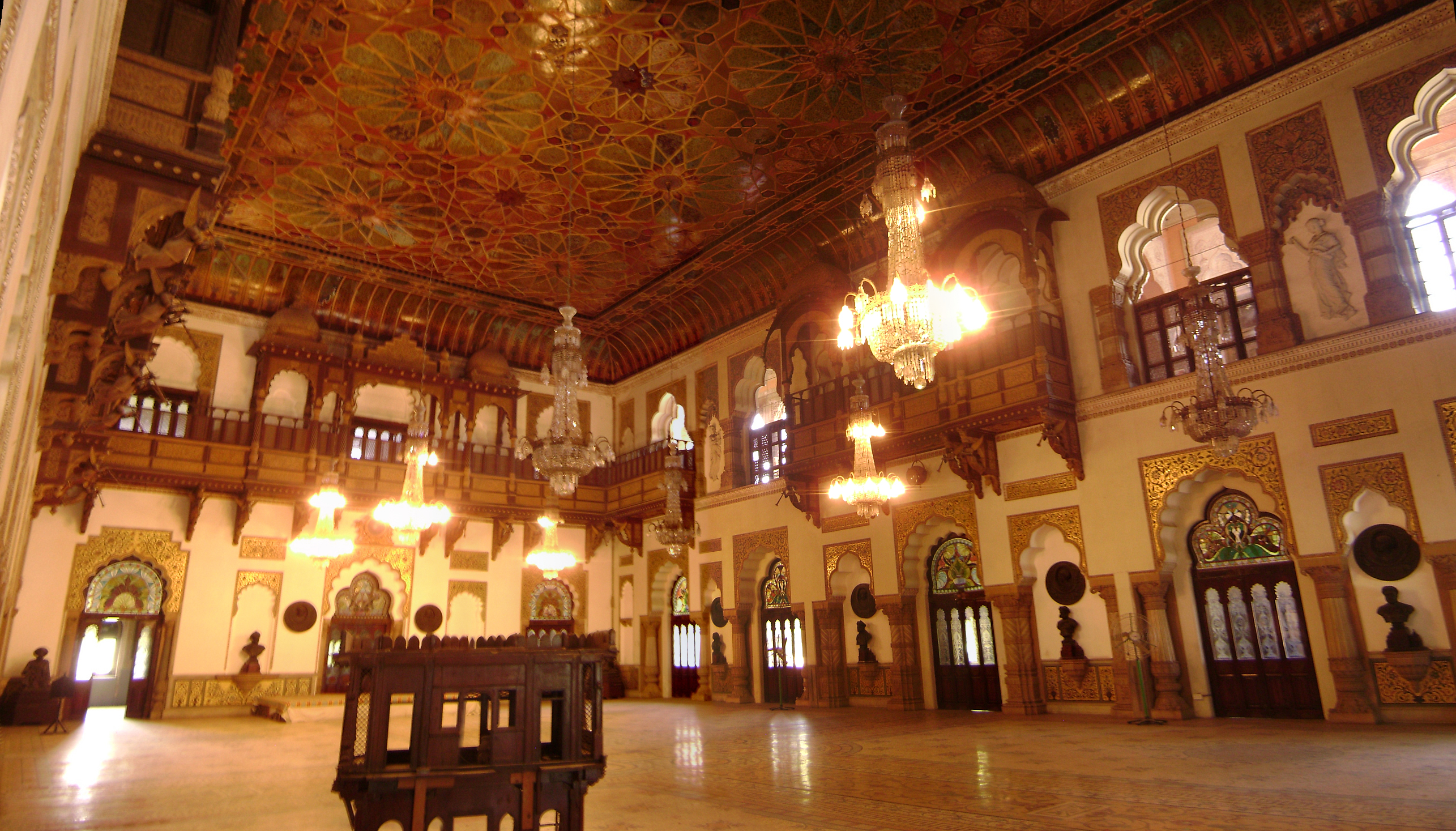
内部

ラクシュミー・ヴィラース宮殿（ラクシュミー・ヴィラースきゅうでん、マラーティー語: लक्ष्मीविलास पॅलेस、英語: Laxmi Vilas Palace）は、インドのグジャラート州、ヴァドーダラー県の都市ヴァドーダラーにある宮殿。インド様式と西洋様式を混交した建築が特徴的な宮殿である。

## 歴史
1890年、当時のヴァドーダラー藩王サヤージー・ラーオ・ガーイクワード3世は莫大な費用を投じ、この宮殿を建設した。
現在、ラクシュミー・ヴィラース宮殿は一般公開されている。また、映画などの撮影にも使用されている。